# 케빈 스미스 (뉴질랜드의 배우)
 케빈 스미스(Kevin Smith, 1963년 3월 16일 ~ 2002년 2월 15일)는 뉴질랜드의 배우이다. 1987년 드라마 Gloss로 데뷔하였다. 2002년 2월 15일, 중국 베이징에서 사고로 사망하였다.

## 출연 작품
- 리버월드 (2003)
- 베이비 (1999)
- 헤라클레스와 제나 (1998)
- 맥클로드의 딸들 (1995)
- 스콜피온 퀸 (1995)
- 데스퍼레이트 레미디스 (1993)
- 쇼틀랜드 스트리트 (1992)
- 죽음의 탈출 (1991)
- 스크림타임 (1986)